# Старый город (Рига)

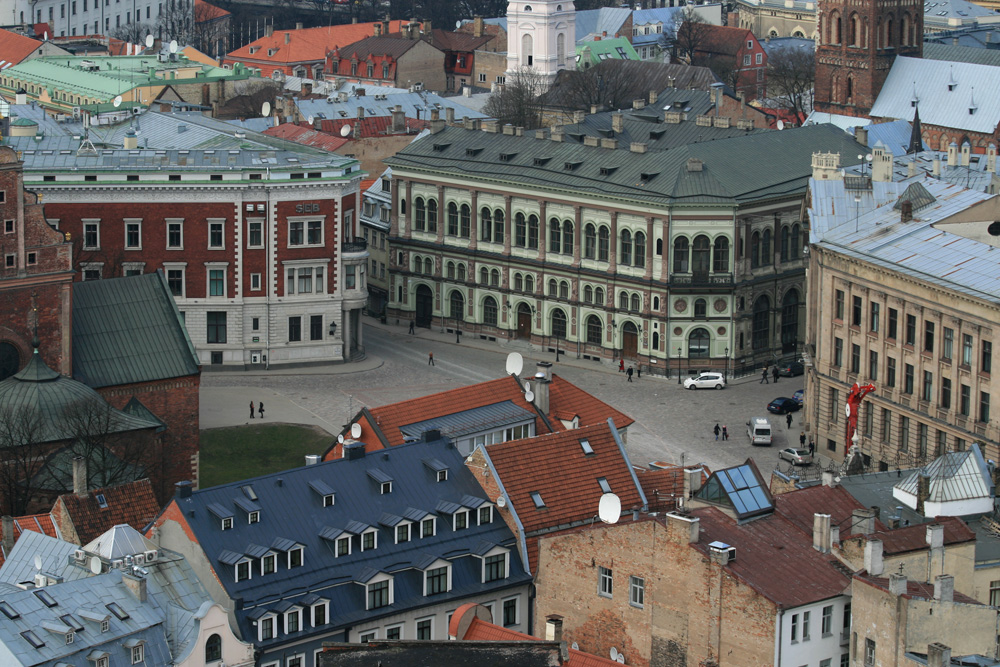
Домская площадь — центральная площадь в Старом городе

Ста́рый го́род в Риге (латыш. Vecpilsēta; также известен как Старая Рига, Вецри́га, латыш. Vecrīga) — старейшая часть города на правом берегу реки Даугавы (Западной Двины), знаменитая своими соборами и другими историческими зданиями.
Ограничена набережной 11 Ноября, улицей 13 Января, улицей Кришьяня Валдемара и бульварами Аспазияс и Зигфрида Аннас Мейеровица. Площадь Старого города составляет 94,4 гектарa.
В 1967 году Старый город получил статус охраняемой территории, с 1983 года — город-памятник, в 1997 году исторический центр Риги (Старый город) включён ЮНЕСКО в список Всемирного наследия.

## История
По мнению В. Неймана (1911), основанная в 1201 году епископом Альбертом древняя Рига находилась на перекрёстке современных улиц Шкюню и Калькю. Здесь находились главный храм Риги (Собор Петра), орденский замок, резиденция епископа, возможно, городской торг, здесь пересекались главные улицы Риги. Постепенно город вбирал в себя близлежащие территории — посёлок ливов, участок нового рынка, предместье. Формирование территории города, обнесённой крепостными стенами, завершилось к концу XIII века.
В 1936 году Я. Страубергс выдвинул гипотезу о существовании двух центров древней Риги — поселения ливов, возможно укреплённого, у гавани на берегу Ридзини, в районе улиц Марсталю, Кунгу и поселения ливов у берега Даугавы в районе Домского собора. Основной, вероятно, была дорога по линии современных улиц Смилшу, Шкюню и Марсталю. При епископе Альберте строительство велось уже на свободных территориях.
В 1961 году свою работу о происхождении Риги опубликовал Ф. Бенингхофен, нашедший свои аргументы в пользу моноцентристской концепции Неймана (принципы трассировки рижских улиц, расположение важнейших рижских зданий и т. п.).
Высказанные мнения должны были служить обоснованием германского (Нейман, Бенингхоф) или балтского (Страуберг) происхождения Риги.
История Риги XIII века описана Генрихом Латвийским. Уже в 1211 году епископ Альберт начал строительство новой резиденции. В 1215 году страшный пожар уничтожил значительную часть Риги, включая старую резиденцию епископа и городской собор. В 1297 году орденский замок был разрушен захватившими его рижанами, однако в 1330 году орден сумел восстановить свою власть в Риге, новый замок ордена был возведён на северо-западе городской территории.
В начале XIV века на новую территорию — на берег Даугавы был перенесён городской рынок. В 1330-е годы рядом с ним было возведено здание рижской ратуши, напротив неё — Новый дом (впоследствии известный как Дом Черноголовых). Ратушная площадь стала центром общественной жизни города — здесь объявлялись указы и приговоры, принималась присяга, проводились торжественные церемонии, устраивались турниры, театрализованные представления (мистерии) и т. д.
Большинство горожан вело натуральное хозяйство, их владения совмещали жилые помещения, склады, лавки, хлева для скота и т. п. В Риге имелось несколько пар параллельных улиц (жилой и хозяйственной).
В 1293 году был принят первый известный строительный устав. В нём, в частности, указывались максимальные размеры зданий (высота 15 м и ширина 8 м), требовалось расположение домов точно вдоль улиц, допускалось плотное примыкание домов друг к другу, полностью запрещалось использовать при строительстве дерево.
К началу XV века Рига представляла собой типичный ганзейский город.
К 1500 году на 393 земельных участках было построено 353 жилых дома, остальные были заняты торговыми зданиями. Треть домов были каменными.
Река Рига (Ридзиня), вившаяся через весь старый город по линии улиц Мейстару — Калею — Минстереяс, постепенно исчезала под слоями сваливаемого в неё строительного и бытового мусора несмотря на предпринимаемые чистки русла. В XVII веке при возведении городских укреплений реку в верхнем течении окружили валом, потом засыпали на участке между Пороховой башней и улицей Аудею. В конце 1860 года городские валы были срыты, реку отвели в подземный канал, ведущий в Даугаву. Просуществовавший до XIX века канал повторяет сегодня улица Ридзенес. В настоящее время на площади Ливов волнистой брусчаткой и специально подобранной растительностью стилизовано воссоздано русло исчезнувшей реки..
В 1903 году был разработан проект перепланировки Старого города под нужды новых экономических отношений. Предусматривалось провести выпрямление и расширение улиц, строительство административных, финансовых и других зданий, приводившее к сносу исторических сооружений. Частично этот план был осуществлён.
Реконструкция кварталов Старого города была продолжена в межвоенный период (1920—1941)
Старый город сильно пострадал во время Второй мировой войны, в боях 1941 и 1944 годов была разрушена треть всех зданий в Старом городе. Острое чувство утрат выразилось в сравнение восприятия Старой Риги как старого кинофильма с огромными купюрами.

## Архитекторы
Конец XVII века отмечен в Риге творениями Руперта Бинденшу.
Крупнейшим архитектором Риги в XVIII веке был Кристоф Хаберланд. Его творения в выросшем на местной почве архитектурном стиле «бюргерский классицизм» до сих пор хорошо узнаваемы и являются украшением городских улиц.
Масштабный план новой городской застройки после упразднения крепостного статуса Риги (1856) был разработан под руководством Иоганна Фельско и Отто Дитце.
В 1850-х годах, в период господства эклектизма в архитектуре, для строительства первых общественных зданий в Ригу из Санкт-Петербурга были приглашены известные в то время архитекторы: Гаральд Боссе (Harald Julius Bosse, 1812—1894) и Карл Бейне (Karl Beyne, 1815—1858). Позже к ним присоединились Генрих Шеель (Heinrich Karl Scheel, 1829—1909), Людвиг Бонштедт (Ludwig Franz Karl Bohnstedt, 1822—1885) и Роберт Пфлуг (Robert August Pflug, 1832—1885)
Открытый в 1862 году Политехникум стал готовить в том числе и архитекторов. Первым закончившим его латышом стал К. Пекшенс. Позднее в проектном бюро Пекшенса сотрудничали возрождавшие дух латышского национального зодчества в новом архитектурном стиле — так называемом «югендстиле» — Эйжен Лаубе, А. Ванагс, А. Малвес и др.
Более 70 зданий в Риге построено по проектам Яниса Бауманиса.
Один из самых популярных рижских художников-архитекторов межвоенного периода (1920—1940) был Сергей Антонов.
В советское время в Старой Риге ряд зданий был возведён под руководством Освальда Тилманиса.

## Архитектура
Подобно другим средневековым городам, Рига имела несколько поясов оборонительных стен. Первые стены были поспешно возведены в 1206—1207 годах. В кладке использовались неотёсанные камни, булыжники, кирпичи без какого-либо порядка. По условиям Парижского мирного договора (1856) крепостные укрепления Риги, в том числе крепостные стены, были срыты. Фрагменты стен сохранились на улице Марсталю, в 1960 году небольшой участок стены реконструирован на территории Янова двора (Яня сета), между улицами Торня и Трокшню.
В XVI столетии, с началом использования огнестрельного оружия, каменные стены вокруг города начали терять своё значение, так как теперь их можно было разрушить крупнокалиберными снарядами. Поэтому в середине XVI века город стали укреплять, образовывая насыпи с наружной стороны стен, а также создавая рвы. Высота насыпей составляла примерно 8—11 метров. Во рву между бастионами установили острова треугольной формы, служившие дополнительным укреплением. Деревянные мосты соединяли их с обоими берегами, через них дорога выходила к городским воротам.
К XIV веку относятся первые письменные сведения о крепостных башнях, постепенно их число достигло 27. В настоящее время возможно проследить лишь некоторые из них в сильно перестроенном виде: башня Святого духа была включена в сооружения нового Орденского замка, Девичья башня встроена в здание Арсенала, Юргеновская — в структуру Дома архитектора (улица Торня, 11). На улице Трокшню сохранились фрагменты башни Рамера, хорошо сохранилась Пороховая башня. Из крепостных ворот до наших дней дошли единственные — Шведские ворота.
Здания Старого города весьма разнообразны по своей архитектуре, общим фоном является преобладающий культ средневековья. Из более чем 500 зданий в Старом городе большинство имеет статус памятника культуры. Есть здания представляющие готический стиль: Домский собор, Церковь Святого Петра (была заново построена с основания, строительство было завершено в 1973 году), собор Святого Иакова, комплекс «Три брата», маньеризм (Церковь Святого Иоанна, некоторые восстановленные дома), барокко (дом Рейтерна, дом Данненштерна), а также сложные жилые здания, склады, культовые сооружения — реформатская церковь, образцы классического стиля (Арсенал), а также эклектики (биржа) и модерна («Дом с котами», дом Детмана, «Hotel Neiburgs», Дом Рижского латышского общества). В последние годы появились удачные и неудачные примеры современной архитектуры, часто активно обсуждаемые общественностью.
В межвоенный период в Старом городе было возведено несколько огромных по его масштабам зданий: Центральный универмаг, Министерство финансов, Военный музей. Была снесена застройка, прилегающая к Домскому собору, застройка у площади Альберта, раскрыта в сторону Даугавы Домская площадь. Улучшило благоустроенность территории перенесение на Московский форштадт рынка с набережной Даугавы.
Некоторые крупные объекты, возведённые в послевоенные годы, исказили городской ансамбль: нынешний Музей оккупации Латвии, гостиница «Рига», школа № 3 и т. д.
После восстановления независимости Латвии многие здания были реставрированы или построены заново, в том числе были восстановлены исторические здания: Дом Черноголовых, Ратуша. В то же время ряд домов центра находится а неудовлетворительном состоянии.

## Культовые сооружения
| - Собор Св. Петра - Домский собор - Собор Святого Иакова - Церковь Святого Иоанна | - Англиканская церковь - Церковь Скорбящей Богоматери - Реформатская церковь - Церковь Марии Магдалины |

## Музеи
| - Военный музей - Музей истории Риги и мореходства - Музей спорта - Музей фармакологии - Латвийский музей фотографии - Рижский замок | - Национальный музей истории Латвии - Музей зарубежного искусства - Музей декоративно-прикладных искусств - Музей оккупации Латвии - Латвийский музей архитектуры - Рижский киномузей |

## Улицы и площади
Перечень улиц см. в категории «Улицы Вецриги»
Площади
| - Площадь Альберта - Площадь Гердера - Домская площадь | - Площадь Екаба - Площадь Пилс (Замковая) - Площадь Латышских стрелков | - Площадь Ливов - Ратушная площадь |

## Транспорт
Движение общественного транспорта по Старой Риге закрыто. Ближайшие остановки общественного транспорта: «Национальная опера», «Бульвар Аспазияс», «Улица 13 Января», «Автовокзал», «Центральный вокзал», «Привокзальная площадь», «Улица Грециниеку», «Набережная 11 Ноября», «Национальный театр».
Ранее до Ратушной площади ходили троллейбусы следующих маршрутов:
- № 6: Ратушная площадь — Клиническая больница
- № 8: Ратушная площадь — ул. Аболу
- № 9: Ратушная площадь — Ильгюциемс
- № 12: Ратушная площадь — ул. Ливциема